# Tuute
Tuute is een buurtschap in de gemeente Oost Gelre in de Nederlandse provincie Gelderland. Het ligt ten noordwesten van Lichtenvoorde.
Hoofdplaats: Lichtenvoorde      Stad: Groenlo

Dorpen: Harreveld · Lievelde · Mariënvelde · Vragender · Zieuwent     
Buurtschappen: Eefsele · 't Rolder · De Schutterij · Tuute · Zwolle

Voormalige gemeenten: Groenlo · Lichtenvoorde

Gelderland · Steden en dorpen in Gelderland      Nederland · Provincies van Nederland · Gemeenten